# جیپی گروال
جیپی گروال (به انگلیسی: Gippy Grewal) (زاده ۲ ژانویهٔ ۱۹۸۳) بازیگر و خواننده هندی است.
از کارهای معروف او می‌توان به بازی در فیلم‌های حمل جاتا، جات جیمز باند، دو مشکل دی، لاکنو مرکزی و شوهر دست دوم اشاره کرد.